# Trachydactylus spatalurus
Trachydactylus spatalurus — вид геконоподібних ящірок родини геконових (Gekkonidae). Мешкає в Ємені і Омані.

## Поширення і екологія
Trachydactylus spatalurus широко поширені на південному заході Аравійського півострова, від західного Ємена до регіона Дофар на заході Оману. Вони живуть в кам'янистих місцевостях, зокрема у ваді, і серед осипів. Зустрічаються на висоті до 480 м над рівнем моря. Ведуть нічний спосіб життя, вдень ховаються під камінням. Самиці відкладають 1-2 яйця.